# Гжегожевский, Ежи
Ежи Гжегожевский (пол. Jerzy Grzegorzewski, 22 июня 1939, Лодзь — 9 апреля 2005, Варшава) — польский театральный режиссёр
 и сценограф
.

## Биография
Учился в лодзинской Академии художеств, закончил Государственную высшую театральную школу в Варшаве (1966). В том же 1966 году дебютировал как режиссёр. Работал в театрах Лодзи, в 1976—1982 годах — в краковском Старом театре. В 1978—1981 годах — художественный руководитель Польского театра во Вроцлаве. В 1982—1997 годах — директор Театра Студио в Варшаве, в 1997-2003 годах — художественный руководитель Национального театра в Варшаве. Ставил также за рубежом (Франция, Нидерланды).

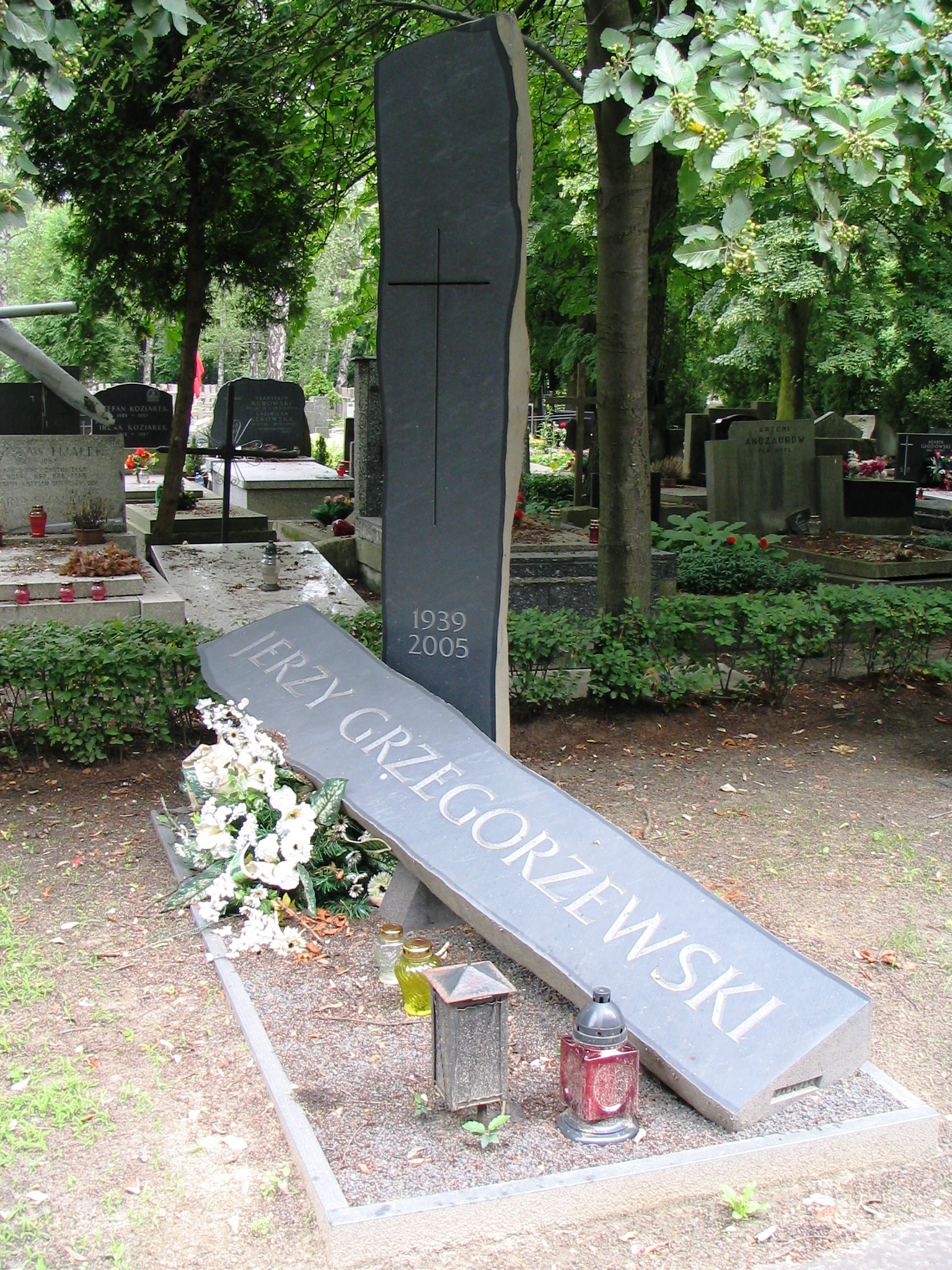
Могила Ежи Гжегожевского на кладбище Воинское Повонзки

## Избранные постановки
- «Дзяды, двенадцать импровизаций» Мицкевича
- «Дон Жуан» Мольера
- «Ширмы» Жене
- «Трехгрошовая опера» Брехта
- «Король умирает» Ионеско
- «Сон в летнюю ночь» Шекспира
- «Смерть в старых декорациях»; «Фрэнсис Бэкон, или Диего Веласкес в зубоврачебном кресле» Ружевича
- «Америка» (по роману Кафки)
- «Сапожники» Виткацы
- «Под вулканом» (по роману Малькольма Лаури)
- «Свадьба» и «Освобождение»; «Свадьба» и «Ноябрьская ночь» Выспяньского
- «Небожественная комедия» Красинского
- «Оперетка» и «Венчание» Гомбровича
- «Nowe Bloomusalem» (по роману «Улисс» Джойса)
- «Море и зеркало» (по Одену)
- «Смерть Ивана Ильича» (по Толстому)
- «Дядя Ваня» Чехова

## Признание
Премия имени Конрада Свинарского (1991, 2003). Премия имени Циприана Норвида (2004). Офицерский крест Ордена Возрождения Польши (2002). Почетный доктор Академии художеств в Лодзи.